# Cliff Thorburn/Erfolge

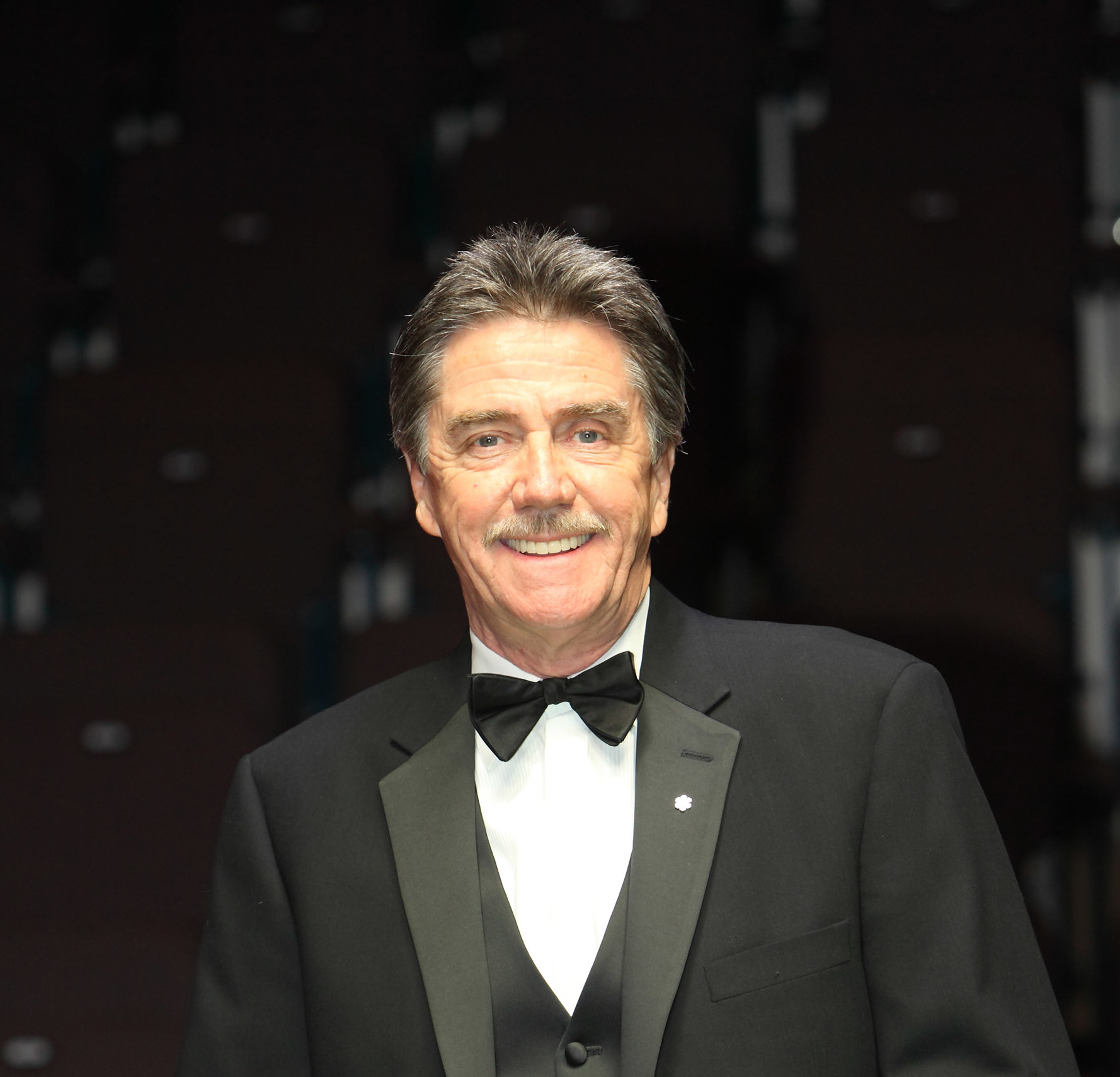
Cliff Thorburn (2010)

Diese Liste führt die Erfolge des Snookerspielers Cliff Thorburn auf. Der Kanadier Thorburn war von 1972 bis 1997 Profispieler und gewann in dieser Zeit zwei Ranglistenturniere, darunter auch die Snookerweltmeisterschaft 1980. Des Weiteren siegte er unter anderem dreimal beim Masters, ist aber mangels eines Sieges bei der UK Championship nicht Mitglied der sogenannten Triple Crown.
Thorburn wurde 1948 in Victoria (British Columbia) geboren. Nach einer recht schweren Kindheit und einer Zeit als herumziehender Poolbillardspieler (hustler) wurde er Anfang der 1970er-Jahre Kanadas führender Snookerspieler. Nach einigen Erfolgen in Nordamerika wurde er 1972 Profispieler, gewann aber in den folgenden Jahren mehrfach die kanadische Snooker-Meisterschaft. Als Profi stieg er binnen weniger Jahre in die Weltspitze auf und wurde bereits im Rahmen der Snookerweltmeisterschaft 1977 Vize-Weltmeister. Erfolge feierte er auch bei den Canadian Open sowie beim Masters 1978, wo er das Finale erreichen konnte. Ab 1979 gelangen ihm diese Erfolge regelmäßig und er schied nur selten vor dem Viertelfinale eines Turnieres aus. Bei der Snookerweltmeisterschaft 1980 feierte er den größten Erfolg seiner Karriere, als er gegen Alex Higgins mit 18:16 im Endspiel siegte und Snooker-Weltmeister wurde. Eine Saison später stand er auf Platz 1 der Snookerweltrangliste.
Sein Niveau konnte Thorburn in den folgenden Saisons halten, auch wenn er bereits nach einer Saison von Platz 1 der Weltrangliste verdrängt wurde. Regelmäßig konnte er in ein Endspiel einziehen, ungefähr bei der Hälfte dieser Endspiele gelang ihm auch der Turniersieg. Mehrere Erfolge feierte er beim prestigeträchtigen Masters, das er in dieser Zeit dreimal gewinnen konnte. Hervor stach zudem auch die Snookerweltmeisterschaft 1983, wo er nicht nur sein erstes Maximum Break spielte – das erste im Crucible Theatre –, sondern auch nach einer Finalniederlage gegen Steve Davis Vize-Weltmeister wurde. Weitere Erfolge feierte er unter anderem bei Teamwettbewerben wie dem World Cup. Allerdings wurde Thorburn bei den British Open 1988 positiv auf Kokain getestet und deshalb bestraft, unter anderem mit einer Sperre für zwei Turniere. Auch wenn er sich danach noch mit einem Maximum Break bei der Matchroom League 1989 zurückmeldete, wurden die Erfolge anschließend seltener und er schied immer früher aus. Abgerutscht auf Platz 91 der Weltrangliste, zog sich Thorburn 1996 weitgehend und nach dem Seniors Pot Black im März 1997 vollständig vom Profisnooker zurück. Wenige Monate später beendete er offiziell seine Karriere.
Als Amateur konnte Thorburn, der während seiner Karriere für seine langsame, defensive und zermürbende Spielweise bekannt war, 2001 noch einmal kanadischer Meister werden. Zusätzlich spielte und spielt Thorburn regelmäßig bei Senioren-Turnieren und bei Exhibitions mit. Nebenher hat er mehrere Bücher veröffentlicht und arbeitet als Billardtrainer. Thorburn wurde auf verschiedenen Wegen geehrt und unter anderem zum Member of the Order of Canada ernannt sowie in die Hall of Fame des kanadischen Sports und in die Snooker Hall of Fame aufgenommen.

## Ranglistenpositionen und Erfolge bei der Triple Crown
Die folgende Tabelle zeigt Thorburns Weltranglistenpositionen sowie seine Ergebnisse in den jeweils verlinkten Ausgaben der Triple-Crown-Turniere.
| Turnier                          | 1972/ 73          | 1973/ 74          | 1974/ 75          | 1975/ 76          | 1976/ 77          | 1977/ 78 | 1978/ 79 | 1979/ 80 | 1980/ 81 | 1981/ 82 | 1982/ 83 | 1983/ 84 | 1984/ 85 | 1985/ 86 | 1986/ 87 | 1987/ 88 | 1988/ 89 | 1989/ 90 | 1990/ 91 | 1991/ 92 | 1992/ 93 | 1993/ 94 | 1994/ 95 | 1995/ 96 | 1996/ 97 | Gesamt TS / TN |
| -------------------------------- | ----------------- | ----------------- | ----------------- | ----------------- | ----------------- | -------- | -------- | -------- | -------- | -------- | -------- | -------- | -------- | -------- | -------- | -------- | -------- | -------- | -------- | -------- | -------- | -------- | -------- | -------- | -------- | -------------- |
| \| Weltrangliste WRL \| AP EP \| | k. R.             | k. R.             | k. R.             | 10                | 13                | 6        | 5        | 5        | 2        | 1        | 3        | 3        | 3        | 2        | 2        | 4        | 6        | 7        | 18       | 36       | 36       | 41       | 54       | 41       | 91       | Gesamt TS / TN |
| Triple-Crown-Turniere            |                   |                   |                   |                   |                   |          |          |          |          |          |          |          |          |          |          |          |          |          |          |          |          |          |          |          |          |                |
| UK Championship                  | nicht ausgetragen | nicht ausgetragen | nicht ausgetragen | nicht ausgetragen | nicht ausgetragen | –        | –        | –        | –        | AF       | –        | –        | HF       | AF       | VF       | VF       | VF       | R2       | R1       | R1       | QR       | QR       | QR       | QR       | –        | 0 / 13         |
| Masters                          | n. a.             | n. a.             | R1                | R1                | –                 | F        | VF       | VF       | HF       | VF       | S        | AF       | S        | S        | HF       | VF       | VF       | AF       | –        | –        | –        | –        | –        | –        | –        | 3 / 15         |
| Weltmeisterschaft                | AF                | R1                | VF                | AF                | F                 | VF       | AF       | S        | HF       | R1       | F        | VF       | VF       | HF       | R1       | HF       | R1       | VF       | QR       | QR       | QR       | R1       | QR       | QR       | –        | 1 / 24         |
| Weltrangliste WRL                | AP EP             |                   |                   |                   |                   |          |          |          |          |          |          |          |          |          |          |          |          |          |          |          |          |          |          |          |          |                |

| Legende | Legende                               |
| ------- | ------------------------------------- |
| S       | Sieger                                |
| F       | Finalist                              |
| HF      | Halbfinalist                          |
| VF      | Viertelfinalist                       |
| AF      | Achtelfinalist                        |
| LX      | Niederlage in der Runde der letzten X |
| RX      | Niederlage in Runde X                 |
| WR      | Niederlage in der Wildcardrunde       |
| QR      | Niederlage in der Qualifikation       |
| NQ      | Nicht qualifiziert                    |
| –       | nicht teilgenommen                    |
| –       | keine Weltranglistenplatzierung       |
| n. a.   | nicht ausgetragen                     |
| k. R.   | keine Rangliste                       |
| TS / TN | Turniersiege / Teilnahmen             |
| AP      | Ranglistenposition am Saisonbeginn    |
| EP      | Ranglistenposition am Saisonende      |

## Übersicht über die Finalteilnahmen
Als Profispieler konnte Thorburn bei 37 Turnieren das Endspiel erreichen, wobei er 20 Mal gewann. Hinzu kommen mindestens zehn Turniersiege bei mindestens 13 Finalteilnahmen bei (wichtigen) Amateurturnieren.

### Ranglistenturniere
Bei Ranglistenturnieren, also solchen Turnieren mit Einfluss auf die Snookerweltrangliste, konnte Thorburn zehn Mal ein Endspiel erreichen, aber nur zwei Mal gewinnen.
Farbbedeutungen: Turnier der Triple Crown
| Ergebnis | Jahr | Turnier                  | Gegner im Finale | Endstand |
| -------- | ---- | ------------------------ | ---------------- | -------- |
| Finalist | 1977 | Snookerweltmeisterschaft | John Spencer     | 21:25    |
| Sieger   | 1980 | Snookerweltmeisterschaft | Alex Higgins     | 18:16    |
| Finalist | 1983 | Snookerweltmeisterschaft | Steve Davis      | 6:18     |
| Finalist | 1983 | International Open       | Steve Davis      | 9:4      |
| Finalist | 1984 | Grand Prix               | Dennis Taylor    | 2:10     |
| Finalist | 1985 | Classic                  | Willie Thorne    | 8:13     |
| Sieger   | 1985 | Matchroom Trophy         | Jimmy White      | 12:10    |
| Finalist | 1986 | Classic                  | Jimmy White      | 12:13    |
| Finalist | 1986 | International Open       | Neal Foulds      | 9:12     |
| Finalist | 1987 | International Open       | Steve Davis      | 5:12     |

### Einladungsturniere
Bei Einladungsturnieren, also Turniere ohne Einfluss auf die Weltrangliste, für die eine Einladung zur Teilnahme notwendig ist, konnte Thorburn bei elf Finalteilnahmen sieben Turniersiege erringen.
Farbbedeutungen: Turnier der Triple Crown
| Ergebnis | Jahr | Turnier               | Gegner im Finale | Endstand |
| -------- | ---- | --------------------- | ---------------- | -------- |
| Finalist | 1978 | Masters               | Alex Higgins     | 5:7      |
| Finalist | 1979 | Bombay International  | John Virgo       | 7:13     |
| Sieger   | 1981 | Pot Black             | Jim Wych         | 2:0      |
| Finalist | 1981 | Tolly Cobbold Classic | Graham Miles     | 1:5      |
| Finalist | 1981 | Scottish Masters      | Jimmy White      | 4:9      |
| Sieger   | 1983 | Masters               | Ray Reardon      | 9:7      |
| Sieger   | 1983 | Australian Masters    | Bill Werbeniuk   | 7:3      |
| Sieger   | 1985 | Masters               | Doug Mountjoy    | 9:6      |
| Sieger   | 1985 | Scottish Masters      | Willie Thorne    | 9:7      |
| Sieger   | 1986 | Masters               | Jimmy White      | 9:5      |
| Sieger   | 1986 | Scottish Masters      | Alex Higgins     | 9:8      |

### Non-Ranking-Turniere
Bei sogenannten Non-Ranking-Turnieren stand Thorburn neun Mal im Finale, wobei er alle Endspiele für sich entscheiden konnte. Ein Non-Ranking-Turnier ist grob gesagt ein Turnier, bei dem es für eine Teilnahme keine Einladung braucht, das aber trotzdem kein Einfluss auf die Weltrangliste hat.
| Ergebnis | Jahr | Turnier                            | Gegner im Finale | Endstand |
| -------- | ---- | ---------------------------------- | ---------------- | -------- |
| Sieger   | 1974 | Canadian Open                      | Dennis Taylor    | 8:6      |
| Sieger   | 1978 | Canadian Open                      | Tony Meo         | 17:15    |
| Sieger   | 1979 | Canadian Open                      | Terry Griffiths  | 17:16    |
| Sieger   | 1980 | Canadian Professional Championship | Jim Wych         | 9:6      |
| Sieger   | 1980 | Canadian Open                      | Terry Griffiths  | 17:10    |
| Sieger   | 1984 | Canadian Professional Championship | Mario Morra      | 9:2      |
| Sieger   | 1985 | Canadian Professional Championship | Bob Chaperon     | 6:4      |
| Sieger   | 1986 | Canadian Professional Championship | Jim Wych         | 6:2      |
| Sieger   | 1987 | Canadian Professional Championship | Jim Bear         | 8:4      |

### Teamwettbewerbe
Bei Teamwettbewerben stand Thorburn mit einem oder zwei Teamkollegen sieben Mal im Finale, wobei er zwei Mal zusammen mit seinen Teamkollegen gewinnen konnte.
| Ergebnis | Jahr | Turnier                    | Teampartner                 | Gegner im Finale                          | Endstand |
| -------- | ---- | -------------------------- | --------------------------- | ----------------------------------------- | -------- |
| Finalist | 1980 | World Challenge Cup        | Kirk Stevens Bill Werbeniuk | Terry Griffiths Doug Mountjoy Ray Reardon | 3:12     |
| Sieger   | 1982 | World Team Classic         | Kirk Stevens Bill Werbeniuk | Steve Davis Tony Knowles Jimmy White      | 12:8     |
| Finalist | 1984 | World Doubles Championship | Willie Thorne               | Alex Higgins Jimmy White                  | 2:10     |
| Finalist | 1986 | World Cup                  | Kirk Stevens Bill Werbeniuk | Alex Higgins Eugene Hughes Dennis Taylor  | 7:9      |
| Finalist | 1987 | World Cup                  | Kirk Stevens Bill Werbeniuk | Alex Higgins Eugene Hughes Dennis Taylor  | 2:9      |
| Finalist | 1987 | World Doubles Championship | Dennis Taylor               | Mike Hallett Stephen Hendry               | 8:12     |
| Sieger   | 1990 | World Cup                  | Bob Chaperon Alain Robidoux | Dennis Taylor Alex Higgins Tommy Murphy   | 9:5      |

### Amateurturniere
Als Amateur konnte Thorburn bei mindestens dreizehn Turnieren das Endspiel erreichen und zehn davon gewinnen.
| Ergebnis | Jahr | Turnier                                 | Gegner im Finale | Endstand      |
| -------- | ---- | --------------------------------------- | ---------------- | ------------- |
| Sieger   | 1971 | Nordamerikanische Snooker-Meisterschaft | unbekannt        | unbekannt     |
| Sieger   | 1972 | Nordamerikanische Snooker-Meisterschaft | unbekannt        | unbekannt     |
| Sieger   | 1972 | Kanadische Snooker-Meisterschaft        | unbekannt        | unbekannt     |
| Sieger   | 1974 | Kanadische Snooker-Meisterschaft        | Julien St Dennis | 13:11         |
| Sieger   | 1975 | Kanadische Snooker-Meisterschaft        | Bill Werbeniuk   | unbekannt     |
| Sieger   | 1976 | Kanadische Snooker-Meisterschaft        | Bill Werbeniuk   | 11:1          |
| Sieger   | 1977 | Kanadische Snooker-Meisterschaft        | Robert Paquette  | 10:6          |
| Finalist | 2000 | World Seniors Masters                   | Willie Thorne    | 8:84 (Punkte) |
| Sieger   | 2001 | Kanadische Snooker-Meisterschaft        | Tom Finstad      | 4:3           |
| Finalist | 2002 | Kanadische Snooker-Meisterschaft        | Kirk Stevens     | 1:6           |
| Finalist | 2003 | Kanadische Snooker-Meisterschaft        | Alain Robidoux   | 2:6           |
| Sieger   | 2018 | Seniors Masters                         | Jonathan Bagley  | 2:1           |
| Sieger   | 2019 | Kanadische Senioren-Meisterschaft       | Floyd Ziegler    | 4:2           |